# Lopburi (fiume)
Il fiume Lopburi (in lingua thai: แม่น้ำลพบุรี, Mènam Lopburi) è un effluente di sinistra del fiume Chao Phraya, in Thailandia Centrale. Scorre per 85 km in un territorio pianeggiante e sfocia nel fiume Pa Sak, alla periferia nord di Ayutthaya.

## Corso
Il Lopburi si biforca dal Chao Phraya nel tambon Bang Phutsa del distretto di Mueang Singburi, nella zona orientale della provincia di Singburi. Dopo pochi chilometri inizia il breve tratto in cui segna il confine tra le province di Singburi e di Lopburi per poi entrare in quest'ultima. Prosegue verso est fino alla periferia occidentale di Lopburi dove curva verso sud ed entra nella provincia di Ayutthaya, dove scorre per 62,5 km.
Attraversa alcuni piccoli centri abitati nei distretti di Ban Praek, Maharat e Bangpahan prima di arrivare al distretto di Phra Nakhon Si Ayutthaya. Sfocia nel Pa Sak nella periferia nord-est di Ayutthaya, ex capitale del Siam, nei pressi di wat Tong Pu. Dopo circa 3 km il Pa Sak affluisce nel Chao Phraya.

## Storia
Nelle valli del Lopburi e del Pa Sak, al pari di altre valli della Thailandia Centrale, vi sono tracce di diversi stanziamenti risalenti al I millennio dei Mon della confederazione Dvaravati, famosa per il ruolo storico e culturale che ebbe nella civilizzazione del Sud-est asiatico. Uno tra i più importanti di questi centri fu Lopburi, a quel tempo chiamata Lavo, che in seguito divenne capitale dell'importante regno omonimo tributario dell'Impero Khmer. Nel XVII secolo Lavo fu per un periodo la capitale del Regno di Ayutthaya al tempo di re Narai.
Ayutthaya fu scelta come capitale del regno nel XIV secolo per la caratteristica conformazione dei tre fiumi Lopburi, Pa Sak e Chao Phraya, che formano un'isola e di conseguenza un'ottima protezione in caso di attacchi militari.